# Zeyneb Farhat
Zeyneb Farhat, née en 1957 et morte le 18 mai 2021, est une militante culturelle tunisienne, cofondatrice et codirectrice de l'espace culturel El Teatro à Tunis.

## Biographie
Née en 1957, originaire de Gabès,, Zeyneb Farhat appartient à une fratrie de sept enfants, nés de la seconde épouse de son père. Celui-ci est directeur d'école et syndicaliste, ainsi que professeur au collège Sadiki : « Il était à fond pour la scolarisation des filles, mes deux sœurs aînées étaient d'ailleurs scolarisées dans les années 1940-1950, une rareté en ce temps-là », raconte-t-elle.
La vie de la famille évolue profondément à sa mort, en 1963, dans une prison tunisienne. « Quelques années après l'indépendance », explique-t-elle, « il y eut un projet de complot contre Bourguiba. Ce projet regroupait tous les frustrés de l'indépendance, mon père a été sollicité. Bien qu'il n'ait pas pris part au complot, il a été condamné à 5 ans de travaux forcés pour ne pas avoir dénoncé les coupables. Il est mort au bout de 10 mois, à 58 ans, dans un fort espagnol au nord de la Tunisie ». Ses deux épouses successives dirigent alors la maison, de façon soudées et solidaires.
Elle effectue des études à l'Institut de presse et des sciences de l'information. Devenue journaliste, elle cofonde en 1987 avec son compagnon, le comédien et dramaturge Taoufik Jebali, un espace culturel à Tunis, El Teatro, lieu de spectacles de théâtre mais aussi lieu de réunions, de débats d'idées, galerie d'art, atelier de formation artistique, etc,. L'endroit se veut « un espace libre et laïc, ouvert à toutes les expressions artistiques et associatives ». « C'était dans l'euphorie du changement qui a suivi la disparition de Bourguiba et 31 ans de pouvoir absolu », indique-t-elle, « nous avons connu 5 années faites d'attente, de souffle et d'espoir où nous avons été exonérés de persécution et d'oppression. On a eu la chance de commencer El Teatro à ce moment-là. Jusqu'en 1993 on a pu positionner ce lieu comme un espace innovant ouvert à la société civile ». L'ouverture du lieu, le 5 octobre 1987, se fait avec comme premier spectacle Mémoires d'un dinosaure, une adaptation des Dialogues d'exilés de Bertolt Brecht, qui est censurée puis autorisée. El Teatro subit des tracasseries policières durant des années et, en 1996, il est interdit à sa direction d'y abriter des manifestations autres qu'artistiques.
En 1989, elle commence aussi à militer au sein de l'Association tunisienne des femmes démocrates.
Lors de la révolution tunisienne et des manifestations de 2011, elle refait d'El Teatro un lieu de rencontres et d'échanges pour les artistes qui s'associent au mouvement.
Elle devient en 2019 présidente du Syndicat libre des espaces scéniques indépendants tunisiens pour deux ans.
Elle préside également une association éditant des ouvrages et animant des ateliers d'écriture, Zanoobya,,.
Elle meurt le 18 mai 2021,.